# Marie Daveluy
Marie Daveluy (Victoriaville, 20 marzo 1936) è un soprano canadese del Quebec, docente di storia della musica all'Università del Quebec e al Conservatorio canadese di Montreal.

## Biografia
Figlia di Lucien Daveluy e Renée Dunn, è la sorella dell'organista Raymond Daveluy. Il nonno paterno Adolphe Daveluy fondò la città di Daveluyville, nel Quebec.
Si formò al Conservatorio di musica del Quebec a Montreal nel '53, studiando musica col compositore Gabriel Cusson e canto col baritono Martial Singher. Vincitrice di una borsa di studio dei governi del Quebec e del Canada, tre anni dopo si trasferì a Vienna per perfezionarsi con Viktor Graef e col maestro di canto Ferdinando Grossmann (1883-1970), affermato compositore e direttore corale.
Nel '59 debuttò all'Opera di Salisburgo nel ruolo di Zerbinetta dell'Ariadne auf Naxos di Richard Strauss. Dal '61 al '66 interpretò quasi trenta rappresentazioni canore con l'Opera di Heidelberg. Dai primi anni '70 insegnò canto all'Università del Québec-Trois-Rivières e al Conservatorio di Montreal, nonché interpretazione a Lieder, avendo fra i suoi allievi Marie-Nicole Lemieux, Karina Gauvin, Leslie Ann Bradley. e la contralto canadese Marie-Nicole Lemieux.
Il 15 dicembre 1965 cantò da solista il Messiah di Haendel alla Basilica-cattedrale di Notre-Dame de Québec, con Fernande Chiocchio, Leopold Simoneau, Claude Corbeil e la direzione di Wilfrid Pelletier
Marie Daveluy e la pianista Diane Mauger registrarono nel 1974 l'LP Musique québécoise 'nos compositeurs'  (L'Oiseau-Coeur OC S-02 , 1977), contenente brani del compositore Jean Chatillon (L'Oiseau-Coeur OC S-01) e di Rodolphe Mathieu.